# Косомбрато
Косомбра̀то (на италиански: Cossombrato; на пиемонтски: Cossombrà, Косомбра) е село и община в Северна Италия, провинция Асти, регион Пиемонт. Разположено е на 275 m надморска височина. Населението на общината е 521 души (към 2010 г.).